# لاوفاکس
لوییزا هانا ماتسوشیتا (به پرتغالی: Luísa Hanae Matsushita) با نام هنری لاوفاکس (انگلیسی: Lovefoxxx؛ زادهٔ ۲۵ فوریهٔ ۱۹۸۴) هنرمند اهل برزیل است که بیشتر به عنوان خوانندهٔ گروه ایندی راک برزیلی، سی‌اس‌اس شناخته می‌شود.